# Гэлэгийн Одон
Гэлэгийн Одон (монг. Гэлэгийн Одон; 1925, сомон Дашбалбар (ныне аймак Дорнод, Монголия) — 23 июля 1996) — монгольский художник. Заслуженный деятель искусств Монголии. Народный артист Монгольской Народной Республики (1975). Лауреат Государственной премии Монгольской Народной Республики (1959).

## Биография
В молодости работал техником в Управлении водного хозяйства при Министерстве животноводства и сельского хозяйства Монголии. Увлекался рисованием.
В 1944—1945 годах работал художником-оформителем.
До 1951 года обучался в Московском художественном институте им. В. И. Сурикова. Диплом защитил написав картину на революционную тему «Освобождение столицы». В 1951—1959 годах — специалист отдела изобразительных искусств Министерства культуры Монголии.
В 1959—1962 годах — заведующий отделом Министерства культуры МНР, с 1976 по 1985 год работал преподавателем в вузах.
Автор портретов, пейзажей, жанровых картин.
Внёс большой вклад в развитие монгольского изобразительного искусства и живописи, а также обучение талантливых художников.